# Rifugio Passo di Vizze
Il rifugio "Passo di Vizze" (in tedesco Pfitscher-Joch-Haus; 2.276 m s.l.m.) è un rifugio situato sul passo di Vizze, in territorio italiano al confine tra Italia (comune di Val di Vizze) e Austria (Finkenberg).

## Storia
Venne costruito in legno nel 1888 dall'oste Alois Rainer di San Giacomo di Val di Vizze (St. Jakob in Pfitsch). Vi fu aggiunto un edificio in pietra tuttora esistente, completato nel 1897.
Il rifugio rimase chiuso durante la prima guerra mondiale e successivamente venne riaperto solo nella parte in legno, essendo l'annesso in pietra occupato dai militari italiani. Fu nuovamente chiuso durante la seconda guerra mondiale e a partire dal 1945 una parte dell'edificio ospitò l'ufficio di confine e doganale italiano. Fu nuovamente chiuso e utilizzato a scopi militari tra il 1963 e il 1970. Il 25 maggio 1966 subì un attentato dinamitardo ad opera del Befreiungsausschuss Südtirol che causò la distruzione della parte in legno e la morte dell'agente della Guardia di Finanza Bruno Bolognesi.
Il rifugio fu ricostruito a partire dal 1971 e riaperto dal 1973, con possibilità di pernottamento dal 1977. Negli anni novanta fu collegato alla rete fognaria ed alla rete elettrica mediante lo scavo di un canale lungo 3,3 km.